# 吉田圭吾 (アナウンサー)
吉田 圭吾（よしだ けいご、1987年7月21日 - ）は、福井テレビのアナウンサー。元長野放送アナウンサー。

## 人物
- 福井県立敦賀高等学校、埼玉大学教養学部教養学科卒業、2010年4月から2013年3月まで、NBS長野放送のアナウンサーとして活動。
- 2014年4月から福井テレビアナウンサー。

## 担当番組

### 福井テレビ
- 「おかえりなさ〜い」(2018年3月まで)
- 「Live News イット!」（フィールドキャスター）
- 「福井新聞ニュース・中日新聞ニュース」

### NBS時代
- 「土曜はこれダネッ!」レポーター
- 「FNNスピーク」ローカルニュース
- 「NBSスーパーニュース」ローカルニュース
- 「NBSニュース」

など
- 「めざましテレビ公認 わがまま!気まま!旅気分」(BSフジでも同日放送)
  - 2011年
    - 「感動のど真ん中へ!野沢温泉の旅」(いとうまい子と共演、1月29日放送)
    - 「大自然を満喫!北アルプス山麓ブランドのふるさとを訪ねて」(田中律子と共演、9月17日放送)

  - 2012年
    - 「冬のお嬢さん!?榊原郁恵が巡る信州・野沢温泉の旅」(榊原郁恵と共演、1月28日放送)

  - 2013年
    - 「野沢温泉を家族で満喫!楽しさ100%+1」(野々村真とその子供の侑隼と共演、1月26日放送)
- 「信州夢街道フェスタ」レポーター
- 「eながのフェスタ」(2011年まではレポーター、2012年は平松奈々アナと共にメイン司会)
- 「NBS月曜スペシャル」 
  - 「信州夏紀行」(2012年8月6日放送)